# Xochical
Xochical är en ort i Mexiko.   Den ligger i kommunen Cuetzalan del Progreso och delstaten Puebla, i den sydöstra delen av landet, 180 km öster om huvudstaden Mexico City. Xochical ligger 826 meter över havet och antalet invånare är 480.
Terrängen runt Xochical är huvudsakligen kuperad, men söderut är den bergig. Runt Xochical är det ganska tätbefolkat, med 179 invånare per kvadratkilometer. Närmaste större samhälle är Ciudad de Cuetzalan, 2,7 km väster om Xochical. I omgivningarna runt Xochical växer i huvudsak städsegrön lövskog.